# Ford Taurus X
Pour les articles homonymes, voir Ford Taurus.
Ne doit pas être confondu avec Ford Taunus.
 (avril 2023).
Le contenu est difficilement compréhensible vu les erreurs de traduction, qui sont peut-être dues à l'utilisation d'un logiciel de traduction automatique.
La Ford Taurus X est un crossover à 6 ou 7 places, produit aux États-Unis par la Ford Motor Company.

## Contexte
Le Freestyle est présenté au salon de l'automobile de Detroit 2003, le Concept Freestyle devant entrer en production, en 2005, au Canada. Initialement, durant sa conception, le véhicule devait s'appeler Ford CrossTrainer, mais il adopte ensuite le nom de Freestyle, suivant la stratégie de Ford, à l'époque, consistant à nommer toutes ses voitures (sauf la Mustang et la Thunderbird) avec l'initiale F (les utilitaires étant désignés par l'initiale E). Cette stratégie sera, par la suite, abandonnée, avec l'apparition des crossovers. Le véhicule est assemblé à Chicago Assembly.
Bien que sa carrosserie et son châssis aient été utilisés pour produire le concept car Mercury Meta One, aucune version Lincoln-Mercury du Freestyle n'a jamais atteint la production.
Le Ford Taurus X est initialement créé sous le nom de Ford Freestyle, avant d'être renommé Taurus X à partir de 2008. Dans la gamme Ford, il remplace le Ford Taurus break. La production prend fin le 27 février 2009. Le Taurus X est remplacé par le Flex et par la cinquième génération d'Explorer, débutant en 2011.

## Aperçu de la conception
Le Ford Freestyle/Taurus X utilise la plate-forme D3 de Volvo. Partageant une plate-forme commune avec la Ford Five Hundred et la Mercury Montego, les quatre véhicules sont dérivés de la plate-forme P2 de Volvo utilisée pour les Volvo S80 et Volvo XC90 de première génération. Pour tenir compte des coûts de production pour Ford et des problèmes de durabilité pour les routes nord-américaines, un certain nombre de révisions ont été apportées à la plate-forme, rendant les véhicules finaux considérablement différents.
La puissance provient d'un moteur V6 Duratec de 3,0 L de cylindrée avec double arbre à cames en tête, fournissant une puissance de 151 kW à 602 rad.s−1 (5 750 tours par minute). Le Freestyle, ainsi que la Five Hundred, la Mercury Montego et le Ford Escape hybride, sont les premiers véhicules américains de Ford à employer un variateur de vitesse mécanique. La Five Hundred et la Montego utilisent un variateur de vitesse mécanique de type ceinture, alors que l'Escape hybride emploi un variateur de vitesse mécanique transaxial avec un train planétaire contrôlé par le générateur électrique, comme dans la Toyota Prius. Tous les Freestyle sont équipés du variateur de vitesse mécanique, alors que seuls les modèles à quatre roues motrices de la Five Hundred et de la Montego en sont dotés (les autres modèles utilisent une boîte automatique à six rapport Aisin F21++). À la surprise de Ford, 55 % des acheteurs choisissent le modèle à quatre roues motrices équipé d'une traction Haldex, au lieu des 40 % espérés.

## Historique du modèle

### Ford Freestyle (2005-2007)
Introduit en tant que modèle de 2005, en grande partie à la place du Ford Taurus break, le Freestyle était commercialisé en tant que véhicule utilitaire multisegment, un nouveau segment de marché à l'époque. Comme pour la Ford Five Hundred/Mercury Montego, le Freestyle était disponible avec une traction avant de série et une transmission intégrale en option; la TVC de la Five Hundred à transmission intégrale était la seule transmission sur le Freestyle. Le V6 Duratec de 3.0L et 203 ch était le moteur standard.
Contrairement au Taurus break, le Freestyle a trois rangées de sièges, accueillant sept personnes, comme beaucoup de grands véhicules utilitaires «sportif» (comme le Ford Explorer et le Ford Expedition) et de monospaces. Le Freestyle présente ce que Ford décrit comme un «siège de commandement», avec un point de hanche placé plus haut, pour accroître la visibilité du conducteur et faciliter l'entrée et la sortie du véhicule.
Le Freestyle, comme la Five Hundred, adopte une carrosserie très conservatrice. Celle-ci a été choisie dans l'espoir de retrouver les succès enregistrés par la Camry et l'Accord, toutes deux également d'allure très conservatrice. Par ailleurs, Ford ne souhaite pas présenter un dessin contemporain, comme celui de la Chrysler 300, craignant qu'il ne se démode rapidement.
Le véhicule est équipé d'un réservoir d'une capacité de 72 litres.
Les ventes initiales de Freestyle sont en deçà des prévisions de Ford. Elles augmentent par la suite. Certains acheteurs choisissent le Freestyle pour éviter le Ford Explorer plus commun.
Le Freestyle est proposé à l'élection de l'Utilitaire nord-américain de l'année 2005 et se classe second derrière l'Escape hybride.

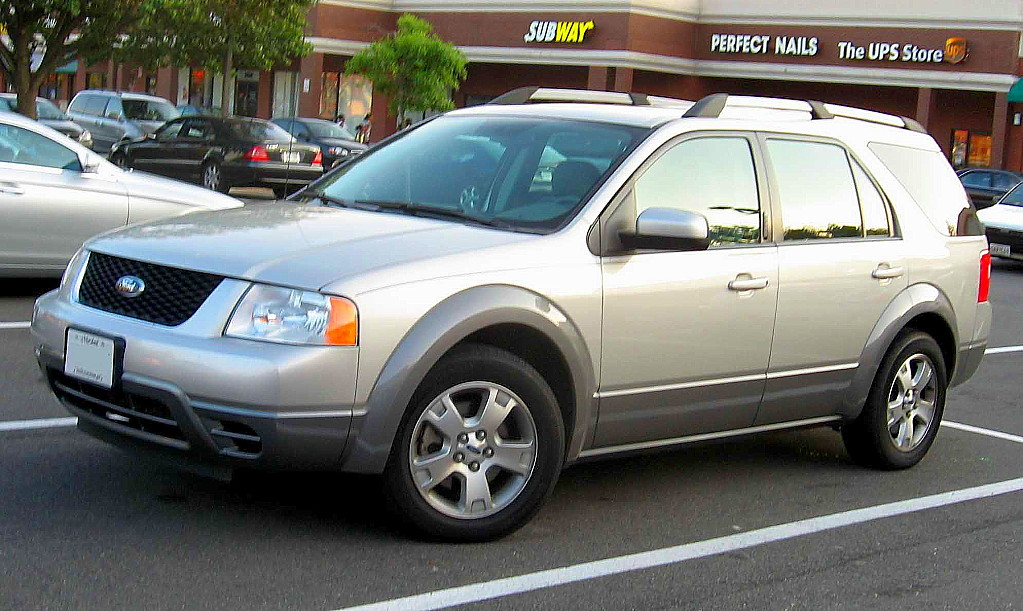
Freestyle.

### Ford Taurus X (2008-2009)
Aux dires du président-directeur général de Ford, Alan Mulally, la décision, prise par la marque, de faire commencer les noms de tous ses véhicules par la lettre F n'était pas une bonne initiative, les nouvelles dénominations s'oublient trop vite. C'est également ce qui conduira la réintégration de la plaque signalétique Taurus, qui remplacerait la Ford Five Hundred en tant que mise à jour de milieu de cycle pour l'année modèle 2008. Comme la Ford Taurus serait exclusivement produite en tant que berline, la toute nouvelle plaque signalétique Ford Taurus X a été introduite pour remplacer le Freestyle. Dévoilée en 2007 au Salon de l'automobile de Chicago (en), le Taurus X est en fait un Freestyle renommé.
Pour créer un air de famille pour le segment des crossover, la conception du Taurus X ressemble étroitement à celle de son jumeau, le Ford Edge, avec la nouvelle calandre de la marque Ford, présentant trois barres chromées horizontales, avec l'ovale bleu monté au centre, qui équipe déjà les Fusion, Explorer et Expedition (les optiques avant ont un entourage chromé). Comme pour le Freestyle, sur les versions non-Limited, les garnitures de bas de caisse et de passage de roue étaient peints dans une couleur contrastante (comme pour tous les SUV de Ford). À cette époque, le Taurus X offre aussi une finition Eddie Bauer, similaire à celle du Ford Explorer.
Comme son homologue berline, le Taurus X a présenté des mises à jour majeures du groupe motopropulseur par rapport à son prédécesseur. Le moteur V6 de 3,0 L de cylindrée et de 203ch fait place au tout nouveau V6 Duratec 35, à quatre soupapes par cylindre et double arbre à cames en tête, d'une cylindrée de 3,5 L, fournissant une puissance de 196 kW (263 ch) à une vitesse de rotation de 654 rad.s−1 (6 250 tours par minute). Le variateur de vitesse mécanique ZF-Batavia utilisé précédemment dans le Freestyle a été remplacé au profit de la boîte automatique 6F à six rapports, nouvellement conçue par Ford, en collaboration avec General Motors, tandis que la traction intégrale restait une option. Le véhicule reçoit également de nouvelles options motorisées, comme les sièges réglables électriquement, pour la seconde rangée, et un hayon à ouverture électrique.
Bien que le changement de nom de la Taurus berline améliorerait ses ventes par rapport à la Five Hundred, le changement de nom du Freestyle en Taurus X aurait l'effet inverse, entraînant une baisse importante des ventes. Au cours de sa production, le Taurus X a été partiellement affecté par la crise de l'industrie automobile de 2008-10. Bien que plus économes en carburant que les SUV tels que les Ford Expedition et Ford Explorer à moteur V8, les crossovers full-size tels que le Taurus X étaient évités au profit de crossovers plus petits et de berlines.
En 2009, le Ford Flex a été introduit pour remplacer le Ford Freestar/Mercury Monterey abandonné. Le Taurus X a été abandonné pour l'année modèle 2009, le Flex servant officieusement à son remplacement.
Dans la gamme Ford, le Taurus X se situe entre le Edge à cinq sièges et le véhicule utilitaire « sport » crossover Flex. Il est le concurrent des Hyundai Veracruz, Suzuki XL7, Saturn Outlook, Dodge Journey, Subaru Tribeca, Mazda CX-9 et Toyota Highlander. Chez Ford, le Taurus X et l'Explorer constituent une alternative pour le client.
Les feux arrière sont à diodes électroluminescentes. Le véhicule, comme ses prédécesseurs, présente trois rangées de sièges, capables d'accueillir sept passagers, comme beaucoup de véhicules utilitaires «sportif».
Le Taurus X utilise le châssis Ford D3 de la Ford Taurus et possède un groupe moteur modernisé. L'alésage est 92,4 mm et la course 88,6 mm, avec un taux de compression de 10,3. Le Taurus X possède un double échappement chromé. Il conserve le réservoir de 72 litres de capacité qui équipe le Freestyle. En version deux roues motrices, la consommation urbaine est 15 L de carburant pour 100 km parcourus, et la consommation routière de 9,8 L pour 100 km parcourus. Pour la version à quatre roues motrices, ces chiffres sont respectivement de 16 L et 11 L.
Comme le Freestyle, le Taurus X présente ce que Ford décrit comme un «siège de commandement», avec un point de hanche placé plus haut, pour accroître la visibilité du conducteur et faciliter l'entrée et la sortie du véhicule. Lors des tests d'impacts frontal et latéral, menés par l'Administration nationale de sécurité du trafic routier (National Highway Traffic Safety Administration), le véhicule a obtenu cinq étoiles. De même, l'Institut des assurances pour la sécurité routière (Insurance Institute for Highway Safety), lors de tests identiques, l'a classé « Bon ». Le Taurus X est équipé de quatre freins à disques assistés à anti-blocage, d'un contrôle d'attitude et d'airbags latéraux. Il possède le système d'alerte post-choc, qui met en marche l'avertisseur sonore et les clignotants en cas de déploiement des airbags.
Avec les sièges passagers repliés, le Taurus X offre un volume de 2,41 m3 et peut accueillir des objets allant jusqu'à 2,7 m de long.

### Niveaux de finition
Le Ford Freestyle de 2005-2007 et le Ford Taurus X de 2008-2009 étaient proposés en plusieurs niveaux de finition :
- SE

Freestyle : Ce modèle n'est proposé que durant l'année 2006-2007 et n'a guère de succès, si ce n'est auprès des loueurs de véhicules. Il comporte des équipements de base comme un autoradio stéréophonique à modulation d'amplitude et modulation de fréquence, un lecteur de CD/MP3 monodisque, quatre haut parleurs, des serrures sans clefs et des roues en acier avec enjoliveurs.
- SEL

Freestyle : Disponible de 2005 à 2007, le modèle SEL est équipé comme le modèle SE, mais offre, en supplément, des sièges en cuir, un lecteur de DVD à l'arrière, un lecteur de CD/MP3 avec un changeur de six disques, sept haut-parleurs Audiophile haut de gamme et des pneus de 43 cm de diamètre (17 pouces) avec des roues en alliage. En option, une seconde rangée de sièges de commandement est disponible, la troisième rangée restant standard. Une peinture extérieure deux tons est proposée en option gratuite.
Taurus X : La version SEL est le modèle de base du Ford Taurus X pendant l'année 2008-2009. Le véhicule présente, en série, une sellerie en tissu, l'équipement Bluetooth, des roues en alliages, des vitres teintées, des rétroviseurs chauffants, un rétroviseur intérieur auto-obscurcissant, un siège conducteur électrique, un changeur de disques compacts, avec les commandes au volant, un volant garni de cuir, un ordinateur de bord, un écran vidéo de 20 cm pour les passagers ainsi qu'en option le système de communication vocal Ford SYNC, mis au point avec Microsoft.
- Limited

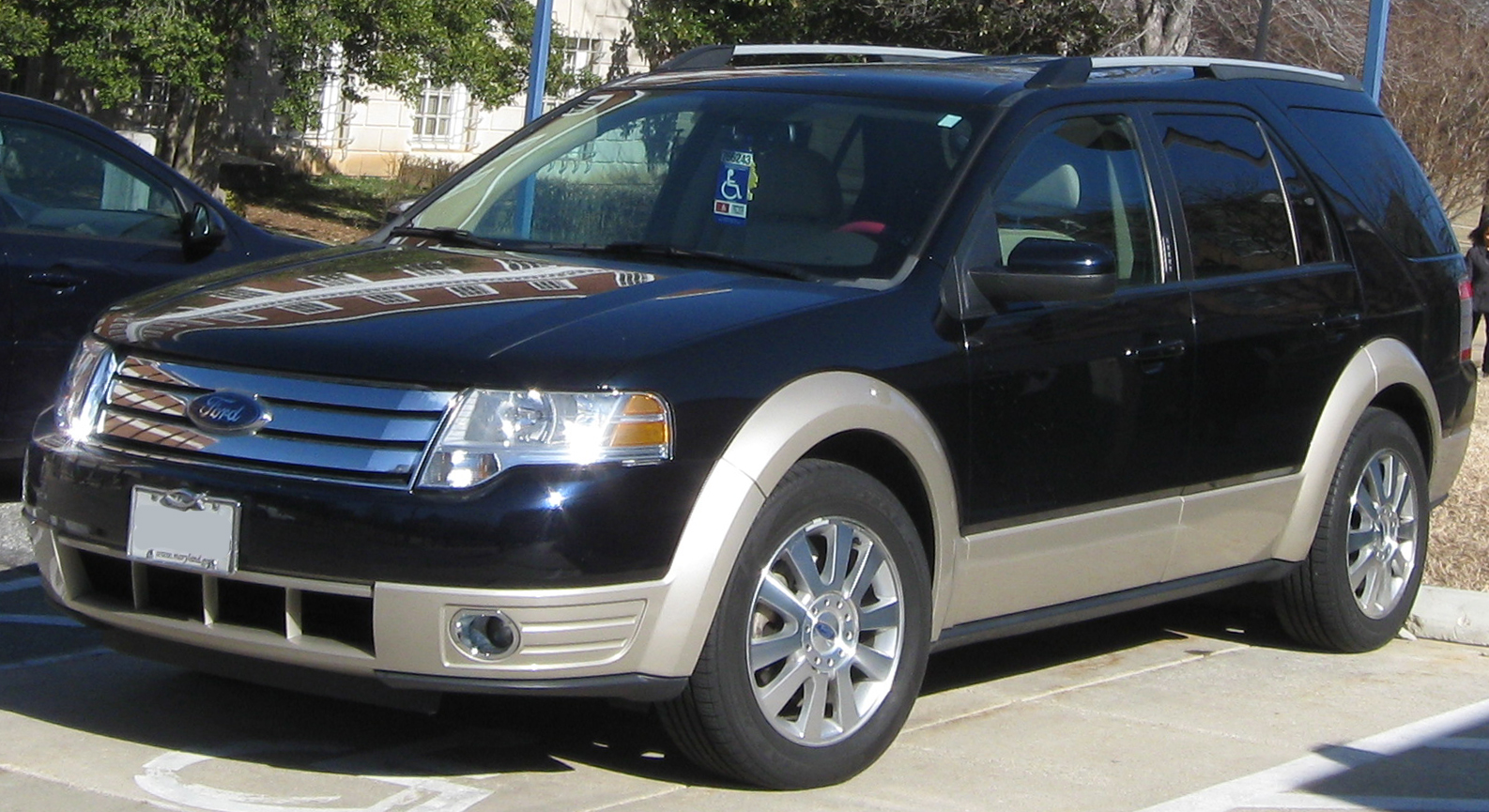
Taurus X, version Eddie Bauer.

Freestyle : Commercialisé entre 2005 et 2007, le modèle Limited présente tous les équipements du modèle SEL. La seconde rangée en sièges de commandement est en série, ainsi qu'une peinture monocolore.
Taurus X : La version Limited est la version haut de gamme du Ford Taurus X. Elle possède tous les équipements de l'édition EB, auxquels s'ajoutent des roues en alliage chromées, des sièges avant chauffants, une console centrale pour la seconde rangée de sièges, un équipement stéréophonique audiophile, une assistance au stationnement, un filet pour le fret et une peinture monocolore. Les pneumatiques et les roues ont un diamètre de 46 cm (18 pouces).
- Édition Eddie Bauer

Taurus X : Comme les véhicules utilitaires «sportifs» de la gamme Ford, l'édition EB comprend une sellerie unique en cuir deux tons pour les deux premiers rangs, la sellerie du troisième restant en vinyle, le système Ford SYNC (lecteur de MP3 et téléphone intégrés) en série et une peinture extérieure métallique bicolore Pueblo Gold, également en série. Elle offre également des roues en aluminium à cinq rayons de 46 cm (18 pouces) de diamètre, des garnitures intérieures en bois veiné, une radio satellite Sirius, une climatisation automatique deux zones, le réglage électrique des sièges avant (avec mise en mémoire, pour le conducteur), un pédalier réglable électriquement, des phares avant mis en marche par l'essuie-glace et un changeur de disques compact (CD) à six CD. Cette version n'est proposée qu'en 2008.

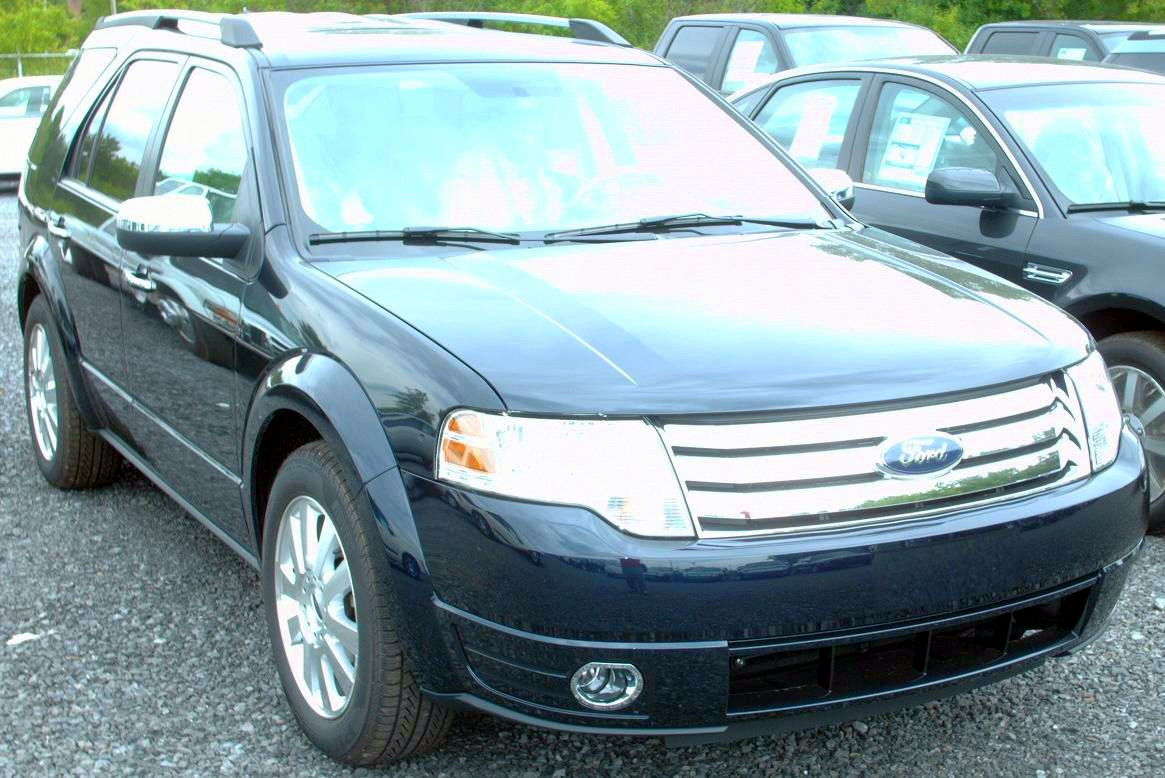
Taurus X 2008, version Limited.

### La fin de la Taurus X
La Ford Taurus X 2009 est la dernière version produite. En 2011, la Ford Explorer remplace la Freestyle comme véhicule utilitaire « sport » crossover de taille moyenne. Elle est basée sur un châssis de Ford Taurus modernisé, qui a évolué vers celui d'une berline quatre portes à part entière. Le moteur EcoBoost, qui équipe la Taurus SHO, n'est cependant pas disponible pour l'Explorer. Par ailleurs, un crossover Police Interceptor est proposé, en remplacement de la Ford Explorer Police Interceptor, succédant à la Ford Taurus Police Interceptor, qui utilise le moteur EcoBoost. Les deux véhicules sont équipés du moteur V6 de 3,5 L de cylindrée, remis à jour et fournissant une puissance de 224 kW (305 ch), et d'une transmission automatique à six rapports, avec des transmissions 4X2 et 4X4 en option. On peut aussi avoir le moteur EcoBoost I4 de 2,0 L de cylindrée, qui n'est pas proposé sur le modèle de base (Explorer).

## Autres versions
Depuis 2005, la plaque signalétique Freestyle est utilisée comme finition de style tout-terrain pour l'EcoSport et la Ka en Amérique latine, cette dernière étant également vendue sous le nom de Ford Freestyle en Inde et sous le nom de Ford Figo Freestyle en Afrique du Sud.

## Commercialisation

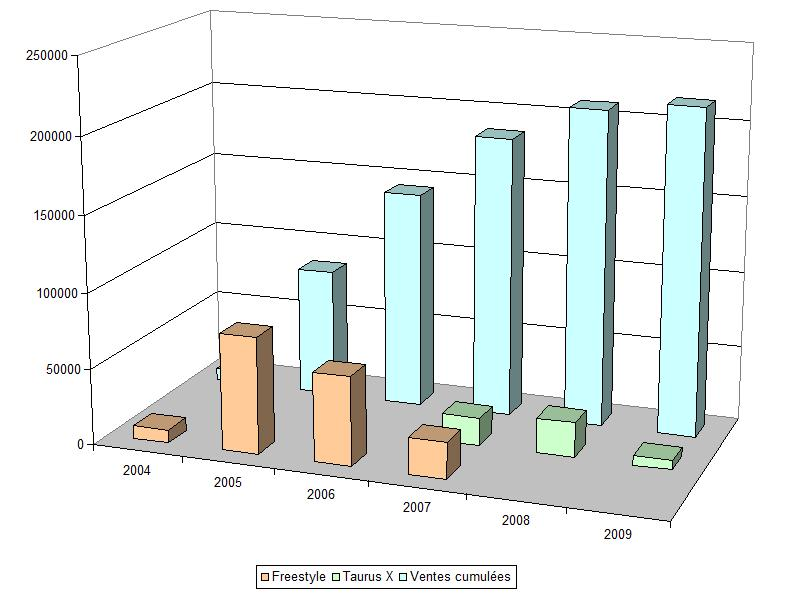
Ventes du Freestyle et du Taurus X.

Le Ford Taurus X est vendu aux États-Unis, au Canada, en Corée du Sud et dans les territoires américains de Porto Rico, Guam et des Iles Vierges américaines.

### Ventes (États-Unis)
| Année civile | Ventes américaines totales         |
| ------------ | ---------------------------------- |
| 2004         | Freestyle: 8,509                   |
| 2005         | Freestyle: 76,739                  |
| 2006         | Freestyle: 58,602                  |
| 2007         | Freestyle: 23,765 Taurus X: 18,345 |
| 2008         | Taurus X: 23,112                   |
| 2009         | Taurus X: 6,106                    |

## Prix

### Véhicules neufs
| Version             | 2008                | 2009                                      |
| ------------------- | ------------------- | ----------------------------------------- |
| SEL                 | 19 626 € (27 365 $) | 20 280 € à 21 600 € (28 270 $ à 30 120 $) |
| Edition Eddie Bauer |                     | 22 470 € à 23 800 € (31 330 $ à 33 180 $) |
| Limited             |                     | 23 186 € à 24 513 € (32 325 $ à 34 175 $) |

Le véhicule est garanti trois ans ou 58 000 km.

### Véhicules d'occasion
En 2011, la version SEL se vend, au Canada et aux États-Unis, entre 7 900 € et 16 900 €,. La version Limited va de 11 700 € à 21 500 €,,,. La version Eddie Bauer se négocie entre 11 400 € et 20 800 €,• • Ford Taurus X For Sale • • Used Ford Taurus X Classified,.

## Véhicules apparentés
- Ford Flex
- Ford Taurus
- Ford Five Hundred
- Mercury Sable
- Mercury Montego
- Volvo S60
- Volvo S80
- Volvo XC90
- Dodge Magnum